# Mitsuru Hattori
Œuvres principales
Première œuvre : Inu neko jump!
Autres ouvrages :
- Otogi no Machi no Rena
- Concerto
- Umishô
- Love Fool
- Sankarea

Mitsuru Hattori (はっとりみつる, Hattori Mitsuru) est un mangaka né le 8 octobre 1977 à Toba, préfecture de Mie. Il est surtout connu pour ses œuvres Umishô et Sankarea, toutes deux adaptées en anime.

## Travaux
- 2000 - 2002 : Inu neko jump! (イヌっネコっジャンプ!?) (publié en feuilleton dans Young Magazine Appazu, Kōdansha)
- 2002 - 2004 : Otogi no Machi no Rena (おとぎのまちのれな?, Rena dans la ville étrange) (publié en feuilleton dans Young Magazine Appazu, Kōdansha)
- 2005 - 2011 : Concerto (des histoires courtes réalisées dans Young Animal, Hakusensha, et publié en feuilleton dans Young Animal édition spécial)
- 2006 - 2008 : Umishô (ケンコー全裸系水泳部ウミショー?) (réalisé avec les artistes américains de Triple Q, publié en feuilleton dans Weekly Shonen Magazine, Kōdansha)
- 2009 : Love Fool (one-shot publié dans Tsubomi, Hōbunsha)
- 2009 - 2014 : Sankarea (さんかれあ?) (publié en feuilleton dans Bessatsu Shōnen Magazine, Kōdansha)